# Jan Verheyen
Jan Verheyen (Hoogstraten, 9 de julho de 1944) é um ex-futebolista belga que competiu na Copa de 1970.

## Carreira
Em clubes, fez carreira no Beerschot e no Anderlecht, além de ter jogado no Union St. Gilloise e no Hoogstraten, onde pendurou as chuteiras em 1986, aos 42 anos de idade.
Seu filho, Gert, também atuou na Seleção Belga (50 partidas e 10 gols entre 1994 e 2002), participando das Copas de 1998 e 2002, além da Eurocopa de 2000, tendo conquistado 19 títulos.